# Харрисон, Кенни
Кенни Харрисон (англ. Kenny Harrison, род. 13 февраля 1965 года) — американский легкоатлет, специализирующийся в тройном прыжке. На чемпионате мира 1991 года в Токио завоевал золотую медаль и получил право выступить на Олимпийских играх 1992 года, однако был вынужден пропустить их из-за травмы колена. На Олимпийских играх 1996 года завоевал золотую медаль в тройном прыжке, установив личный рекорд, рекорд США и олимпийский рекорд. Этот прыжок до сих пор остаётся самым длинным в истории, выполненным при встречном ветре.